# Костин, Михаил Николаевич
Михаи́л Никола́евич Ко́стин (31 января 1931, Жигули, Средневолжский край — 25 октября 1988, Новосёлки, Ульяновская область) — советский зоотехник, директор совхоза, Герой Социалистического Труда.

## Биография
Родился в крестьянской семье. Окончил зоотехникум в Ставрополе (ныне Тольятти), затем Ульяновский сельскохозяйственный институт. В 1954 году, после окончания института, стал руководителем Александровской машинно-тракторной станции Мелекесского района Ульяновской области.
С 1958 года работал главным зоотехником в совхозе имени Крупской Мелекесского района, а с февраля 1963 стал его директором. Ему удалось за несколько лет превратить убыточное хозяйство в высокорентабельное. Совхоз стал одним из лучших сельскохозяйственных предприятий области, стал широко известен в стране. Михаил Костин внедрял новые технологии производства, активно развивал социально-культурную сферу, занимался улучшением условий труда, быта и отдыха сельчан.

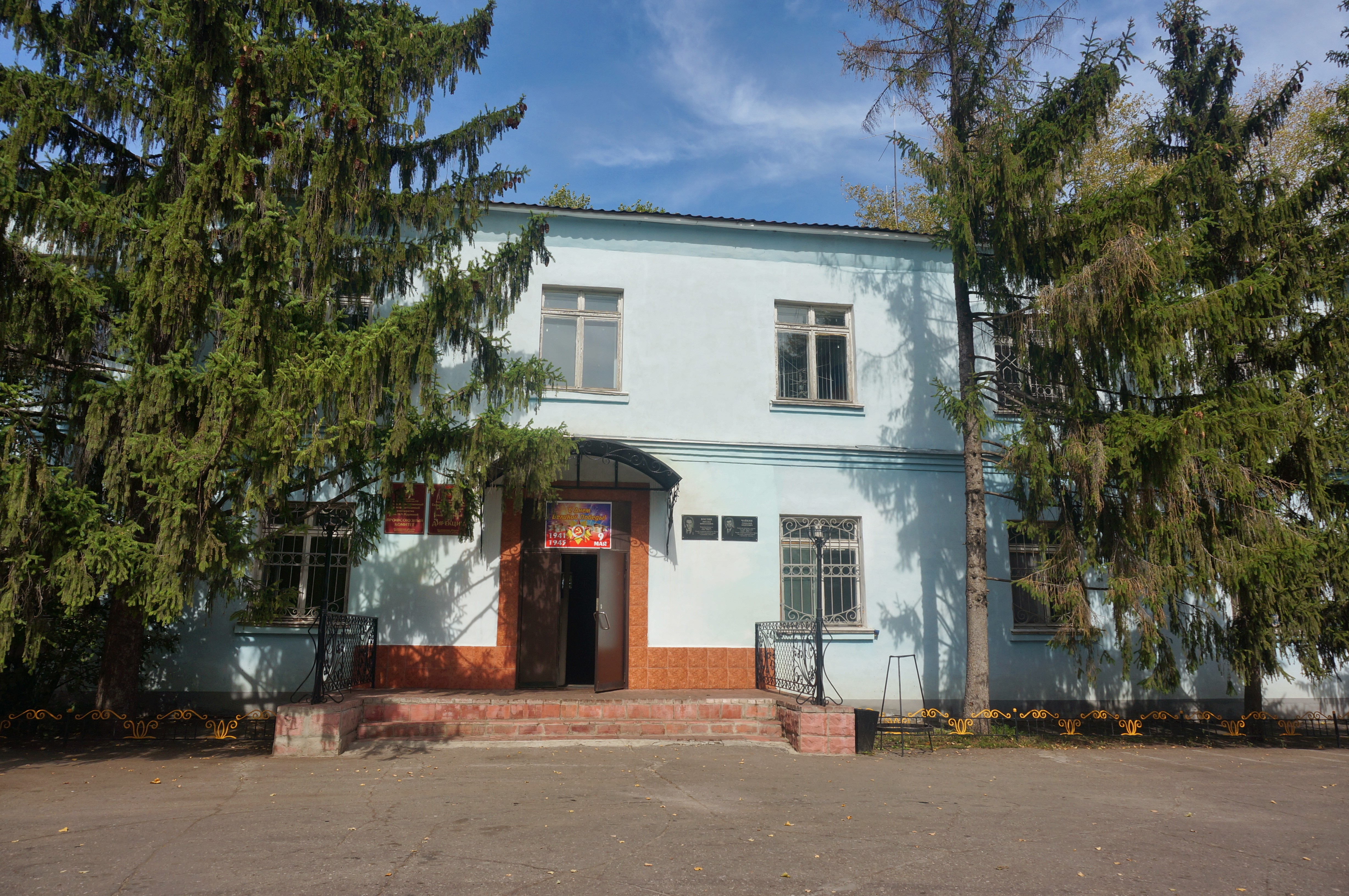
Административное здание п. Новосёлки, где установлена мемориальная доска.

Неоднократно избирался депутатом районного и сельского Советов народных депутатов, председателем Совета районного агропромышленного объединения. Делегат 24-го съезда КПСС (1971).
Проживал в посёлке Новосёлки, скончался 25 октября 1988 года.

## Награды
- Герой Социалистического Труда (8.04.1971) «за выдающиеся успехи, достигнутые в развитии сельскохозяйственного производства и выполнении пятилетнего плана продажи государству продуктов земледелия и животноводства»;
- Три ордена Ленина (23.06.1966, 08.04.1971, 29.08.1986);
- орден Октябрьской Революции (07.12.1973);
- медали.

## Память
- В 1989 году школе № 1 посёлка Новосёлки было присвоено имя Михаила Николаевича Костина.
- В 2000 году Михаилу Костину посмертно было присвоено звание почётного гражданина Ульяновской области, а также учреждена премия его имени.
- На административном здании п. Новосёлки ему установлена мемориальная доска.